# International Financial Reporting Standards
Die International Financial Reporting Standards (kurz IFRS) sind internationale Rechnungslegungsvorschriften für Unternehmen, die vom International Accounting Standards Board (IASB) herausgegeben werden. Sie sollen losgelöst von nationalen Rechtsvorschriften die Aufstellung international vergleichbarer Jahres- und Konzernabschlüsse regeln. Die IFRS werden von zahlreichen Ländern zumindest für kapitalmarktorientierte Unternehmen vorgeschrieben. Sie bestehen aus Standards und offiziellen Interpretationen dieser Standards. Für die IFRS gibt es ein Rahmenkonzept (Framework).

## Aufbau
Die IFRS bestehen aus den International Financial Reporting Standards im engeren Sinne, den International Accounting Standards (IAS) des International Accounting Standards Committee (IASC) sowie den Interpretationen des International Financial Reporting Interpretations Committee (IFRIC).

### Die Standards
Die IFRS sind eine Sammlung von Regeln für die Rechnungslegung von Wirtschaftsunternehmen. Mit IFRS werden in der deutschen Fassung sowohl die einzelnen, seit 2003 neu erstellten Standards (z. B. IFRS 3 – Unternehmenszusammenschlüsse) als auch die Gesamtheit aller Standards (IFRS und IAS) und Interpretationen (SIC und IFRIC) bezeichnet. Für diese Gesamtheit aller anzuwendenden Vorschriften wird in der englischen Fassung die Bezeichnung IFRSs zur Unterscheidung vom einzelnen Standard (IFRS bzw. IAS) verwendet.

### Die Auslegungen
Um eine einheitliche Auslegung und Anwendung der einzelnen Standards zu gewährleisten, wurde vom Board 1997 das SIC und spätere IFRS Interpretations Committee (IFRS IC) gegründet. Aufgabe des IFRIS IC ist es, zeitnahe Lösungen von Problemen zu erarbeiten, die bei der Anwendung der IAS/IFRS in der Praxis auftreten.

### Das Rahmenkonzept
Das Rahmenkonzept (Framework) ist ein Rahmen, den sich das IASB für die Entwicklung der IFRS und Interpretationen selbst vorgegeben hat, und stellt keinen eigentlichen Standard dar. Es ist insoweit eine inhaltliche Zielsetzung, die an die Entwickler von Rechnungslegungsfragen adressiert ist, insbesondere das IASB selbst sowie nationale Gesetzgeber und Standardsetzer.
Das Framework nähert sich Begriffen wie den Abschlussposten (Vermögenswerte und Schulden) und gibt grundsätzliche Hinweise möglicher Bewertungskonzepte für diese Posten, allerdings ohne verbindliche Voraussetzungen vorzugeben. Es muss betont werden, dass das Framework selbst – außer in Ausnahmefällen zur Schließung von Regelungslücken (IAS 8.11 (b)) – keine Bedeutung für die Abbildung von Geschäftsvorfällen hat.
Im Rahmen eines Grundlagenprojekts arbeitet das IASB derzeit an einer Aktualisierung bzw. Neufassung des Frameworks. Hierzu wurden bereits einzelne Kapitel verabschiedet, andere befinden sich noch im Diskussions- bzw. Entwurfsstadium.

### Sprache
Die IFRS werden vom IASB in englischer Sprache verfasst. Zur Erleichterung der Anwendung werden sie von der International Financial Reporting Standards Foundation (IFRSF, eine Stiftung mit Sitz im und nach Recht des US-Staates Delaware, die das IASB treuhänderisch organisiert), dem Eigentümer der Rechte an den IFRS, teilweise in verschiedene Sprachen übersetzt, u. a. ins Deutsche.
Die Überarbeitung der deutschen Fassung der IFRS wird zur Vermeidung von Auslegungsstreitigkeiten und diesbezüglicher prozessualer Folgen verstärkt gefordert. So kritisiert Niehus, dass die von der IFRSF veranlasste Übersetzung sprachlich mangelhaft, die Terminologie nicht konsistent und der Fremdartigkeit im Deutschen unbekannter englischer Rechtsbegriffe nicht Rechnung getragen worden sei (Stand: 2005). Moniert werden Übersetzungsfehler, Unvollständigkeiten und terminologische Fehler. Zudem seien im Amtsblatt der Europäischen Union (EU) und in der Sammlung der IFRSF unterschiedliche Textfassungen veröffentlicht. Von der IFRSF herausgegebene deutschsprachige Materialien zu den IFRS seien nicht amtlich, da keine offiziell transformierte Version im Amtsblatt existiere und sie jederzeit durch die IFRSF abänderbar seien. Auch dem Framework des IASB, die den Kommentaren der EU zu Einzelregelungen der IAS-VO beigefügt seien, käme keine Gesetzeskraft zu.

## Ziele
Abschlüsse, die nach den IFRS aufgestellt werden, sollen primär Informationen über die Vermögens-, Finanz- und Ertragslage des Unternehmens liefern. Die herkömmliche deutsche Rechnungslegung nach dem 3. Buch des HGB bezweckt allerdings für Jahresabschlüsse vornehmlich den Gläubigerschutz und erst zweitrangig die Informationen zu Vermögens-, Finanz- und Ertragslage des Unternehmens. Oberste Grundsätze der IFRS-Rechnungslegung sind der Grundsatz der Periodenabgrenzung und das Fortführungsprinzip. Verständlichkeit, Entscheidungsrelevanz, Wesentlichkeit, Zuverlässigkeit und Vergleichbarkeit sind die qualitativen Anforderungen, denen der Abschluss genügen muss.
Die IFRS sollen
- die Vergleichbarkeit der Abschlüsse kapitalmarktorientierter Unternehmen weltweit erleichtern und damit
- den Aufbau eines integrierten Kapitalmarkts gewährleisten, der wirksam, reibungslos und effizient funktioniert,
- den Schutz der Anleger verbessern,
- das Vertrauen in die Finanzmärkte und den freien Kapitalverkehr im Binnenmarkt stärken,
- Abschlüsse für grenzüberschreitende Geschäfte oder für die Zulassung an allen Börsen der Welt nutzbar machen.

Nach einem Bericht der Computer Zeitung vom 29. August 2005 unterstützen die zu den HGB-Abschlüssen parallel erstellten IFRS-Abschlüsse die Kreditverhandlungen mit den Banken aufgrund der erhöhten Transparenz bezüglich einiger Kennzahlen wie Liquidität, Eigenkapitalquote und Lagerumschlag.

## Entstehung
Dachorganisation ist die International Financial Reporting Standards Foundation (IFRSF); sie wurde im März 2001 in Delaware, USA, errichtet und hat zwei Organe: das IASB und das Board of Trustees, sowie zwei Gremien: das IFRS IC und das SAC.

### IFRS IC
Das IFRS IC (vormals IFRIC) hat die Aufgabe, die Anwendung der IFRS (im Auftrag und in Abstimmung mit dem IASB) zu interpretieren.

### SAC
Das SAC (Standard Advisory Council) steht dem IASB und dem Board of Trustees als ein weiteres beratendes Gremium zur Verfügung. Es besteht aus mindestens 30 Mitgliedern.

## Verbindlichkeit

### Mitgliedstaaten der EU
Rechtsverbindlichkeit erlangen die IFRS erst durch ihre Anerkennung („endorsement“) durch die Europäische Kommission. Die EU-Kommission hat mit Verordnung Nr. 1725/2003 vom 29. September 2003 alle internationalen Rechnungslegungsstandards, die am 14. September 2002 vorlagen, mit Ausnahme von IAS 32 und IAS 39, sowie die entsprechenden Interpretationen übernommen. Diese EU-Verordnung ist in allen ihren Teilen verbindlich und gilt unmittelbar in jedem Mitgliedstaat; damit wurden die Standards automatisch für folgende Abschlüsse zu anzuwendendem nationalem Recht:
- Nach der Verordnung (EG) Nr. 1606/2002 vom 19. Juli 2002 (ABl EG L 243/1 v. 11. September 2002) haben Gesellschaften ihre konsolidierten Abschlüsse für Geschäftsjahre, die am oder nach dem 1. Januar 2005 beginnen, nach IFRS aufzustellen, wenn sie dem Recht eines Mitgliedstaats unterliegen und deren Wertpapiere (z. B. Aktien, aber auch Anleihen) zum Handel in einem geregelten Markt in einem der Mitgliedstaaten zugelassen sind (kapitalmarktorientierte Unternehmen).
- Der deutsche Gesetzgeber hat mit dem Bilanzrechtsreformgesetz die Verpflichtung zur Anwendung der IFRS auch auf die Unternehmen ausgedehnt, deren Wertpapiere zwar noch nicht gehandelt werden, die sich aber im Zulassungsprozess befinden (vgl. insb. § 315e Absatz 2 HGB und § 264d HGB).

Inzwischen ist die ursprüngliche Verordnung durch die Verordnung Nr. 1126/2008 ersetzt worden.
Die Anerkennung neuer oder überarbeiteter IFRS zur Anwendung in der EU erfolgt im sogenannten Ausschuss-Verfahren der EU (Komitologie). Hierbei legt die Kommission ihren Vorschlag für die Anerkennung (oder Ablehnung) eines neuen oder geänderten IFRS einem Rechnungslegungsausschuss (Accounting Regulatory Committee – ARC) vor. Dieser besteht aus Vertretern der Mitgliedstaaten unter Vorsitz der Kommission. Stimmt der Ausschuss dem Anerkennungsvorschlag der Kommission zu, bereitet die Kommission Inkraftsetzung des neuen oder geänderten IFRS in der EU mittels EU-Verordnung vor.
Die EU-Verordnungen zur Anerkennung von IFRS werden rechtsverbindlich durch Veröffentlichung im Amtsblatt der Europäischen Union in allen Amtssprachen der Europäischen Union. Nach der EU-Verordnung sind die IFRS damit abweichend von der englischen Originalfassung jeweils in der Amtssprache des jeweiligen Mitgliedstaates verbindlich. Damit ist für deutsche Unternehmen die im Amtsblatt der Europäischen Union veröffentlichte deutsche Fassung der EU-Verordnungen zur Übernahme von IFRS verbindlich. Die im Amtsblatt der EU veröffentlichten EU-Verordnungen zur Übernahme neuer oder geänderter IFRS enthalten jedoch nicht unmittelbar lesbare vollständige Texte der IFRS, sondern bestehen aus Anweisungen zu Änderungen der als Anlage zur Verordnung (EU) Nr. 1126/2008 übernommenen IFRS sowie der in nachfolgenden EU-Verordnungen übernommenen IFRS(-Änderungen). Zur praktischen Anwendung der IFRS sind daher konsolidierte Textversionen dieser EU-Verordnungen erforderlich (z. B. die in unten angegebene Literaturquellen und Weblinks angegebenen konsolidierten Textversionen).
Die EU nimmt die Übersetzung der IFRS in die Amtssprachen teilweise selbst vor. Es werden immer wieder Klagen über die mangelnde Qualität dieser EU-Übersetzung geäußert.

#### Freiwillige Anwendung von IFRS/IAS in Deutschland
Alle anderen Unternehmen können ihren Konzernabschluss freiwillig nach IFRS aufstellen. Außerdem ist es diesen Unternehmen gestattet, ergänzend zu ihrem HGB-Jahresabschluss einen zusätzlich freiwillig erstellten IFRS-Einzelabschluss im Bundesanzeiger zu veröffentlichen.
Die meisten Mittelständler in Deutschland bereiten sich einer Umfrage zufolge auf die neuen internationalen Bilanzierungsregeln vor. Fast 60 Prozent der Unternehmen haben sich bereits mit IFRS befasst, ergab eine Umfrage des Deutschen Industrie- und Handelskammertages und der Wirtschaftsprüfungsgesellschaft PricewaterhouseCoopers. 80 Prozent der 600 befragten Firmen wollen allerdings ihre Rechnungslegung nicht umstellen.

### Schweiz
In der Schweiz hat am 11. November 2002 die Zulassungsstelle der Schweizer Börse (SWX) entschieden, dass alle inländischen börsennotierten Nichtbanken des Hauptsegmentes ab 2005 die IFRS oder US-GAAP einzuhalten haben. Eine Ausnahme wurde allerdings der Swatch Group gewährt, welche seit dem Geschäftsjahr 2014 von IFRS auf Swiss GAAP FER umgestellt hat.
Für in Nebenindizes notierte Unternehmen ist wahlweise die Bilanzierung nach den Fachempfehlungen zur Rechnungslegung Swiss GAAP FER, IFRS oder US-GAAP vorgeschrieben. Die Swiss GAAP FER lehnen sich bei weniger strengen Vorschriften eng an die IFRS an.

## Unterschiede zu nationalem Recht

### Deutschland – Unterschiede zum HGB
Der wesentliche Unterschied zu den Rechnungslegungsvorschriften des HGB besteht darin, dass statt der Bewertung zu Anschaffungskosten eine Bewertung zu Marktwerten und damit Informationen für Eigentümer oder Anteilseigner im Vordergrund stehen. Insbesondere den Investoren am Kapitalmarkt sollen die Informationen zur Verfügung gestellt werden, die sie für ihre Anlageentscheidungen benötigen. Dieser Zweck ist Hintergrund des angloamerikanischen Grundsatzes „true and fair view/fair presentation“, der über Art. 4 Abs. 3 der Richtlinie 2013/34/EU in § 264 Abs. 2 HGB seinen Niederschlag gefunden hat. Danach hat der Jahresabschluss des Unternehmens „ein den tatsächlichen Verhältnissen entsprechendes Bild der Vermögens-, Finanz- und Ertragslage“ des Unternehmens zu vermitteln. Stille Reserven werden nach IFRS weitgehend vermieden, wodurch auch deren ergebnisverbessernde Auflösung unmöglich wird. Einzelabschlüsse nach IFRS sind – im Gegensatz zu Konzernabschlüssen – nicht befreiend, es muss also in Deutschland eine zusätzliche Handelsbilanz aufgestellt werden, die z. B. bei Aktiengesellschaften die Gewinnausschüttung begrenzt und als Grundlage für die Steuerbilanz – die nach den handelsrechtlichen GoB aufzustellen ist – und damit der Besteuerung dient. In anderen europäischen Ländern (z. B. den Niederlanden) wird dieser doppelte Aufwand durch Anwendung unterschiedlicher Besteuerungsregeln auf den IFRS-Abschluss und Reduktion der Ansatzwahlrechte vermieden und hierdurch ein relativer strategischer Standortvorteil erzielt.
Als technischer Unterschied in der Kodifizierung der Vorschriften ist das HGB als Code Law ausgestaltet, was eine weitgehende Abstraktion als Ziel und zumeist eine Interpretation bezogen auf den Einzelfall zur Notwendigkeit hat. Die IFRS sind hingegen als Grundsätze geschrieben, um möglichst viele und alle erdenklichen Einzelfälle zu erfassen. Dieser Unterschied wird bereits in Umfang und Fülle der Vorschriften deutlich. Während die relevanten Vorschriften des Dritten Buchs des HGB je nach Drucklegung zwar nur 50 Seiten umfassen, sind die IFRS i. d. R. etwa 3.000 Seiten stark. Allerdings bedarf es zur Auslegung des HGB noch zahlreicher Einzelgesetze, z. B. des KWG, Verordnungen und höchstrichterlicher Entscheidungen. Ferner haben die Literatur und die Auslegungen des IdW eine große Bedeutung. Dadurch sind die weltweit anwendbaren IFRS mit 3.000 Seiten wesentlich kürzer als HGB, das nur in Deutschland gilt und wegen seiner Komplexität in anderen Ländern nicht anwendbar ist. International gibt es außer dem IFRIC kein Gremium, sodass für eine weltweit einheitliche Auslegung gesorgt ist.

### Österreich – Unterschiede zur Bilanzierung nach UGB
Im Vergleich zum IFRS überwiegt im UGB das Vorsichtsprinzip. Vermögensgegenstände dürfen nur mit den Anschaffungs- bzw. Herstellkosten in den Jahresabschluss aufgenommen werden. Dies dient der Erfüllung des Gläubigerschutzes, da dadurch die Ausschüttung von noch nicht realisierten Gewinnen vermieden wird.
Die Gliederung der Bilanz und der Gewinn- und Verlustrechnung wird im § 224 und §231 des UGB geregelt. Detailinformationen stehen in einem UGB-Abschluss im Anhang.
Durch die Bilanzierung nach den IFRS kann es unter Umständen zu einer Vorverlagerung des Gewinns kommen. Laut § 198 UGB werden offene Forderungen und Verbindlichkeiten abgegrenzt, falls diese nicht in die aktuelle Bilanzperiode fallen.
Das UGB sieht weniger Ermessensspielräume als die IFRS vor, lässt aber mehr Wahlrecht bezüglich Bilanzierung und Bewertung, beispielsweise bei der Bewertung von Sachanlagen. Dementsprechend ist im UGB-Abschluss ein niedrigeres Eigenkapital als im IFRS-Abschluss zu erwarten. Beispielsweise gibt es steuerrechtliche Regelungen für die Nutzungsdauer einer Sachanlage, die zu berücksichtigen ist.

### Schweiz – Unterschiede zur Bilanzierung nach OR und Swiss GAAP FER
In der Bilanzierung nach OR ist eine weitgehende Freiheit für das Unternehmen enthalten. Während die Rechnungslegung nach OR mehr auf den Gläubigerschutz fokussiert (ausgeprägtes Vorsichtsprinzip mit erlaubter Bildung stiller Reserven), geht IFRS mehr auf die Aktionäre ein (true and fair view, die Jahresrechnung soll also ein möglichst wahrheitsgetreues Bild liefern). Form und Umfang sind in OR nur rudimentär geregelt. Damit verbunden ist eine hohe Intransparenz und eine weit reichende Freiheit beim Anfall von ausgewiesenem Gewinn durch Schaffung und Auflösung von Stillen Reserven.

## Entwicklung nach 2000
Auf der Basis des 2002 beschlossenen Norwalk Agreements schreitet die Annäherung zwischen den United States Generally Accepted Accounting Principles (US-GAAP) und IFRS in mehreren Konvergenzprojekten fort, ohne dass eine Identität der beiden Regelwerke angestrebt ist.
Am 9. Juli 2009 hat der IASB den IFRS für kleine und mittlere Unternehmen (IFRS for SMEs) verabschiedet. Nach der Einschätzung des IASB wird dies der Standard sein, der für 95 % aller Unternehmen maßgeblich sein wird. Er besteht aus 230 Seiten und sieht im Vergleich zu den normalen IFRS weniger Wahlrechte, vereinfachte Ansatz- und Bewertungsvorschriften und geringere Angabepflichten im Anhang für kleine und mittlere Unternehmen (KMU) vor. Um diese Unternehmen weiter zu entlasten, werden nur alle drei Jahre Änderungen am Standard vorgenommen.
Grundsätzlich entscheiden die einzelnen Staaten, ob sie den Standard anwenden und für welche Unternehmen er maßgeblich ist. Für Deutschland ist keine Übernahme des Standards vorgesehen. Durch das am 29. Mai 2009 in Kraft getretene Bilanzrechtsmodernisierungsgesetz (kurz BilMoG; Langtitel Gesetz zur Modernisierung des Bilanzrechts) hat der Gesetzgeber eine eigenständige Vorgehensweise zur Rechnungslegung von KMUs geschaffen. Der Standard kann auf freiwilliger Basis zusätzlich zum handelsrechtlichen Einzelabschluss angewendet werden.

### Konsolidierte Textversionen der von der EU anerkannten IFRS Standards und Interpretationen
- Wiley-VCH: International Financial Reporting Standards (IFRS) 2017, Wiley-VCH Verlag, 2017, ISBN 978-3-527-50899-0 (deutsche und englische Textversion).
- Wolf-Dieter Hoffmann, Norbert Lüdenbach: IAS/IFRS -Texte 2017/2018 (Textausgabe), NWB-Verlag, 2017, ISBN 978-3-482-58620-0 (deutsche Textversion).

Kommentare und allgemeine Gesamtdarstellungen
- Werner Bohl, Joachim Riese, Jörg Schlüter (Hrsg.): Beck’sches IFRS-Handbuch: Kommentierung der IFRS. 3. Auflage. Verlag C. H. Beck, München 2009, ISBN 978-3-406-58222-6.
- Norbert Lüdenbach, Wolf-Dieter Hoffmann: IFRS-Kommentar. 9. Auflage. Haufe-Lexware, Freiburg im Breisgau 2011, ISBN 978-3-648-00811-9.
- Matthias Müller: IFRS. Grundlagen für Aufsichtsrat und Unternehmenspraxis. 2. Auflage. Bund Verlag, Frankfurt/M. 2010, ISBN 978-3-7663-3979-9.
- Wolfgang Ballwieser, u. a. (Hrsg.): Handbuch IFRS 2011. 7. Auflage. Wiley-VCH Verlag, Weinheim 2011, ISBN 978-3-527-50587-6.
- Rainer Buchholz: Internationale Rechnungslegung: Die wesentlichen Vorschriften nach IFRS und neuem HGB – mit Aufgaben und Lösungen. 9. Auflage. Erich Schmidt Verlag, Berlin 2011, ISBN 978-3-503-13043-6.
- Bernhard Pellens, u. a.: Internationale Rechnungslegung: IFRS 1 bis 8, IAS 1 bis 41, IFRIC-Interpretationen, Standardentwürfe. Mit Beispielen, Aufgaben und Fallstudie. 8. Auflage. Schäffer-Poeschel Verlag, Stuttgart 2011, ISBN 978-3-7910-2938-2.
- KPMG Deutsche Treuhand-Gesellschaft (Hrsg.): IFRS visuell Die IFRS in strukturierten Übersichten. 5. Auflage. Schäffer-Poeschel Verlag, Stuttgart 2012, ISBN 978-3-7910-3141-5.
- Stephan Kudert, Peter Sorg: IFRS – leicht gemacht. Kleist, 2010, ISBN 978-3-87440-279-8
- Joachim Tanski: IFRS | Grundlagen der internationalen Rechnungslegung, Beck, München 2008, ISBN 978-3-406-57806-9.
- Jörg Wöltje: IFRS-Rechnungslegung Schritt für Schritt. UVK Verlag, Tübingen 2025, ISBN 978-3-8252-6364-5.

Einzelne Themengebiete und fokussierte Darstellungen
- Hendrik Vater (Hrsg.): IFRS für Controller und Manager. 1. Aufl. Wiley-VCH Verlag, 2011, ISBN 978-3-527-50548-7.
- Wilfried Funk, Jonas Rossmanith: Internationale Rechnungslegung und Internationales Controlling: Herausforderungen? Handlungsfelder? Erfolgspotenziale. 2. Auflage. Gabler Verlag, Wiesbaden 2011, ISBN 978-3-8349-2346-2.
- Jan Janssen: Rechnungslegung im Mittelstand. Gabler Verlag, Wiesbaden 2009, ISBN 978-3-8349-1603-7.
- Franz Klinger, Michael Müller (Hrsg.): IFRS & Immobilien. 2. Auflage. Lexxion, Berlin 2009.
- Carsten Zielke: IFRS für Versicherer: Hintergründe und Auswirkungen, Gabler, Wiesbaden 2005, ISBN 3-409-12545-0.

Zeitschriften
- IRZ – Zeitschrift für Internationale Rechnungslegung
- KoR – Zeitschrift für internationale und kapitalmarktorientierte Rechnungslegung